# Torpedo Typ 8
Der Torpedo Typ 8 war ein 610-mm-Torpedo der Kaiserlich Japanischen Marine. Die Bezeichnung Typ 8 deutet dabei auf das Jahr der Erstentwicklung, das Jahr Taishō 8 bzw. 1919 nach gregorianischem Kalender hin.

## Entwicklung und Bau
Der Antrieb des Torpedo basierte auf den von der Berliner Maschinenbau AG (BMAG; vormals L. Schwartzkopff) gefertigten Torpedos vom Typ H/8 der Kaiserlichen Marine mit 60 cm Durchmesser, der auf die von dem britischen Ingenieur Robert Whitehead entworfenen Torpedos mit 14 Zoll (356 mm) Durchmesser zurückgeht. Die Kaiserliche Marine Japans hatte 1884 Schwartzkopff-Torpedos angekauft.
Der Torpedo war für den Einsatz auf Überwassereinheiten konstruiert und sollte eine große Reichweite besitzen. Dementsprechend wurde ein 610 mm Durchmesser für den Torpedokörper gewählt, der mehr Platz für den Antrieb bot. Die Entwicklungsarbeiten endeten kurz nach dem Ersten Weltkrieg und die Produktion begann 1921.

## Antrieb
Die Waffe wurde durch eine gekoppelte 4-Zylinder-Dampfmaschine angetrieben. Als Treibstoff diente ein Petroleum-Luft Gemisch. Die erreichbare Höchstgeschwindigkeit lag bei 38 Knoten, bei dieser Geschwindigkeit lag die Reichweite bei 10.000 Metern. Die maximale Reichweite von 20.000 Metern konnte nur erreicht werden, wenn der Torpedo mit einer Geschwindigkeit von 28 Knoten lief.

## Einsätze
Ursprünglich sollte dieser Torpedo als Waffe an Bord von japanischen Schlachtschiffen verwendet werden. Während der Modernisierung, Mitte der dreißiger Jahre, verschwanden sämtliche Torpedorohre jedoch von den Schlachtschiffen. Grund dafür war die Testexplosion von mehreren Typ-8-Torpedosprengköpfen, die man im Torpedoraum des ausgemusterten Schlachtschiffs Tosa durchgeführt hatte, um die Gefahren der Waffen für das eigene Schiff zu untersuchen. Sie hatte so schwere Zerstörungen verursacht, dass Torpedorohre von allen japanischen Schlachtschiffen entfernt wurden. Lediglich Kreuzer und Zerstörer trugen noch eine Torpedobewaffnung.
Der Torpedo Typ 8 war in der Folge im Zweiten Weltkrieg nur noch in begrenzter Stückzahl vorhanden, da seine Produktion bereits 1932 eingestellt worden war. Er wurde dennoch auf einigen älteren Leichten Kreuzern und einigen Zerstörertypen der Kaiserlich Japanischen Marine in diesem Krieg eingesetzt, während die Masse der japanischen Schiffe bereits den modernen Torpedo Typ 93 verwendete.

## Varianten
- Typ-8 Modell 2
- Typ-8 Modell 2 Modifikation 2
- Typ-8 Mk.2 Modifikation 1
- Typ-8 Mk.2 Modifikation 2